# Vatica albiramis
Vatica albiramis är en tvåhjärtbladig växtart som beskrevs av V. Slooten. Vatica albiramis ingår i släktet Vatica och familjen Dipterocarpaceae. Inga underarter finns listade i Catalogue of Life.